# Billy Ray Cyrus
Billy Ray Cyrus, ameriški country pevec, tekstopisec, gledališki, filmski in televizijski igralec ter producent, * 25. avgust 1961, Flatwoods, Kentucky, Združene države Amerike.
Najbolje je poznan po svojem uspešnem singlu »Achy Breaky Heart«. Billy Ray Cyrus, eden izmed najbolje prodajanih glasbenih ustvarjalcev, je z osmimi najboljšimi pesmimi postavil rekord na Billboardovi lestvici Hot Country Songs. Njegov najuspešnejši glasbeni album do danes, album Some Gave All, si je v Združenih državah Amerike devetkrat priboril platinasto certifikacijo, si lasti rekord za najdlje ostal album na vrhu lestvice Billboard 200 (17 zaporednih tednov) in je preživel najdlje časa na lestvici SoundScan era. Je edini album (katere koli zvrsti), ki se je na lestvici SoundScan era obdržal tako dolgo in edini album moškega ustvarjalca, ki je tako dolgo zdržal na lestvici Billboard 200. Album je na lestvici med prvimi desetimi ostal 43 tednov, kar v country zvrsti prehiti samo album Ropin' The Wind Gartha Brooksa. Po vsem svetu je glasbeni album prodal več kot 20 milijonov kopij, s čimer je postal najbolje prodajan album samostojnega ustvarjalca vseh časov. Some Gave All je bil tudi najbolje prodajan album iz leta 1992, saj je prodal več kot 4.832.000 kopij izvodov. V svoji karieri je Billy Ray izdal 29 singlov, ki so se uvrstili na razne lestvice, od tega 15 med najboljših štirideset.
Od leta 2001 do leta 2004 je Billy Ray Cyrus igral glavno vlogo v televizijski seriji Doc. Serija je govorila o podeželnem zdravniku, ki se je iz Montane preselil v New York. Pozno leta 2005 je začel z igranjem ene izmed glavnih vlog v Disney Channelovi televizijski seriji Hannah Montana s svojo hčerko Miley Cyrus. Serija je do danes predvajala že tri sezone. V glasbeni in igralski industriji so se uveljavili tudi njegovi hčeri Miley in Noah Cyrus ter njegov sin Trace Cyrus.

## Zgodnje življenje
Billy Ray Cyrus se je kot William Ray Cyrus rodil v Flatwoodsu, Kentucky, Združene države Amerike kot sin Rona Cyrusa, politika in njegove žene Ruth Ann Casto. Njegov dedek je bil binkoštniški duhovnik. Med odraščanjem je bil obkrožen z bluegrass in gospel glasbo, ki jo je imela rada njegova družina. Njegov oče, desničar, je igral kitaro. Billy Ray Cyrus je bil levičar. Poskušal je igrati na kitaro svojega očeta, vendar mu to nikoli ni uspelo. Billy Ray Cyrus se je šolal na kolidžu Georgetown College v Kentuckyju s štipendijo, ki si jo je prislužil z igranjem košarke, vendar se je kasneje odločil, da se bo raje posvetil svoji glasbeni karieri. Od leta 1980 do leta 1990 je igral v raznih barih, nato pa je dobil pogodbo z založbo Mercury Nashville Records.

## Glasbena kariera

### Leta z založbo Mercury Records
Med tem, ko se je trudil skleniti pogodbo s katero izmed založb v Los Angelesu, Kalifornija, so Billyja Rayja Cyrusa označili za »preveč country« za Los Angeles in »preveč rock« za Nashville. Kakorkoli že, leta 1990 je končno dobil pogodbo z založbo PolyGram/Mercury. Za tem je začel s pisanjem in snemanjem pesmi za svoj prvi glasbeni album, ki je kasneje izšel leta 1992.
Album Some Gave All je izšel leta 1992. Album je postal velika uspešnica in prodal veliko kopij izvoda. Pristal je na vrhu lestvic Billboard Top Country Albums, Billboard 200, Canadian Country Albums chart, Canadian Albums Chart in na drugih lestvicah v mnogih različnih državah. Štirje singli iz albuma so se uvrstili med najboljših štirideset na lestvici Hot Country Singles & Tracks od leta 1992 do leta 1993; vključno z naslovno pesmijo. Najuspešnejša pesem na albumu je bila »Achy Breaky Heart«. Dosegla je prvo mesto na lestvici Hot Country Singles & Tracks in bila tudi velika uspešnica na lestvici Billboard Hot 100, kjer je dosegla četrto mesto. To je bila edina pesem, ki se je uvrstila na sam vrh te lestvice, kljub temu pa so bile uspešne tudi naslednje pesmi: »Could've Been Me«, ki je dosegla drugo mesto; »Wher'm I Gonna Live?« s triindvajsetim mestom; in »She's Not Cryin' Anymore« na šestem mestu.
Album Some Gave All si je v Združenih državah Amerike leta 1996 devetkrat priboril platinasto certifikacijo in prodal več kot 20 milijonov kopij izvodov po vsem svetu.
Leta 1993 je Billy Ray Cyrus v sodelovanju z založbo Mercury Records hitro izdal svoj drugi glasbeni album, It Won't Be the Last. Album je vseboval štiri single, a le trije so se uvrstili med najboljših štirideset pesmi na raznih lestvicah. Na lestvici Country charts je album dosegel prvo, na lestvici Billboard 200 pa tretje mesto. Pri koncu leta je albumu It Won't Be the Last organizacija RIAA dodelila platinasto certifikacijo. Najvišje uvrščeni singl in hkrati tudi glavni singl v albumu, »In the Heart of a Woman«, je dosegel tretje mesto, pesem »Somebody New« deveto, singl »Words By Heart« dvanajsto in »Talk Some« triinšestdeseto mesto.
Njegov tretji glasbeni album, Storm in the Heartland, je izšel leta 1994. Ta album je bil zadnji album, ki ga je Billy Ray Cyrus posnel v sodelovanju z založbo PolyGram, saj je slednja propadla v letu 1995. Storm in the Heartland sicer ni bil tako uspešen kot njegovi predhodniki, vendar se je vseeno uvrstil na enajsto mesto lestvice Country albums chart. Samo naslovni singl albuma se je uvrstil med najboljših štirideset pesmi na lestvici Country singles chart. Drugi izdani singl v albumu, »Deja Blue«, je dosegel šestinšestdeseto mesto na tej lestvici, zadnja pesem z albuma, »One Last Thrill«, pa se na lestvico sploh ni uvrstila.
Album je dobil samo zlato certifikacijo v Združenih državah Amerike. Preden je Billy Ray Cyrus začel s snemanjem svojega naslednjega glasbenega albuma, je zamenjal založbo in pogodbo podpisal z založbo Mercury Nashville.
Njegov kritično najmanj odobravan glasbeni album je bil album iz leta 1996, Trail of Tears, ki ga je izdal z založbo Mercury Records. Takoj po izidu je dosegel dvajseto mesto na lestvici Country chart. Samo dve pesmi sta se predvajali na radiju, kljub temu pa se noben izmed singlov na albumu ni uvrstil med najboljših šestdeset pesmi na kateri koli lestvici. Glavni singl v albumu, »Three Little Words«, je dosegel le devetinšestdeseto in kasneje petinšestdeseto mesto. Album ni dobil nobene certifikacije in po štirih tednih od izida se ni uvrstil na nobeno lestvico več.
Založba Mercury Nashville je album Shot Full of Love leta 1998. Album je postal njegov najmanj uspešen album, saj je dosegel samo dvaintrideseto mesto. Prvi singl v albumu, »Under the Hood«, se ni uvrstil na nobeno lestvico, singl »Time for Letting Go« je dosegel sedemdeseto, pesem »Busy Man« tretje in pesem »I Give My Heart to You« enainštirideseto mesto. Po tem, ko se nobeden izmed singlov ni uvrstil na nobeno lestvico več, je Billy Ray Cyrus zapustil založbo Mercury Nashville in leta 1999 podpisal pogodbo z založbo Monument Records.
Njegov prvi glasbeni album, nastal v sodelovanju z založbo Monument Records, je bil album Southern Rain, ki je izšel leta 2000. Dosegel je trinajsto mesto na lestvici Country albums chart in stodrugo mesto na lestvici Billboard 200. Pet singlov je izšlo in vseh pet se je uvrstilo na razne lestvice. Glavni singl albuma, »You Won't Be Lonely Now«, se je uvrstil najvišje od vseh, saj je dosegel sedemnajsto mesto. Ostali uspešnejši singli so bili »We the People« (šestdeseto mesto), »Burn Down the Trailer Park« (triinštirideseto mesto), »Crazy 'Bout You Baby« (oseminpetdeseto mesto) in naslovna pesem (petinštirideseto mesto).

### Premik h krščanski glasbi
Po tem, ko se noben singl z albuma Southern Rain ni urvstil na nobeno lestvico več, je Billy Ray Cyrus posnel dva krščanska albuma. Oba albuma, Time Flies in The Other Side, sta izšla leta 2003. Prvi album je pristal na šestinpetdesetem mestu na lestvici Country album charts. Vseboval je tri single, »Bread Alone«, »What Else Is There« in »Back to Memphis«, vendar se je samo singl »Back to Memphis« uvrstil na šestdeseto mesto.
Drugi krščanski album, The Other Side, je Billy Ray Cyrus posnel med snemanjem PAX-ove televizijske serije Doc. Dosegel je peto mesto na lestvici Top Christian Albums, osemnajsto na lestvici Top Country Albums in stoenaintrideseto mesto na lestvici Billboard 200. Tudi ta album je izdal tri single, pesem »Face of God« se je uvrstila na štiriinpetdeseto, pesem »The Other Side« pa na petinštirideseto mesto, med tem ko se tretji singl, »Always Sixteen«, sploh ni uvrstil na nobeno lestvico.

### Disney Entertainment
Glasbeni album Wanna Be Your Joe je bil prvi country album Billyja Rayja Cyrusa od leta 2000, ko je izdal album Southern Rain. Album je posnel v sodelovanju z založbo New Door/UMe Records. Izdan je bil med tem, ko je Billy Ray Cyrus snemal televizijsko serijo Hannah Montana. Wanna Be Your Joe je dosegel štiriindvajseto mesto na lestvici Country charts in stotrinajsto mesto na lestvici pesmi vseh zvrsti. Album se je prodajal dobro, vendar noben izmed singlov, ki jih je izdal, ni postal velika uspešnica. Naslovna pesem je izšla prva, tej pa je sledil singl »I Want My Mullet Back«, oba pa sta bila ignorirana s strani country radija. Kljub temu, da pesem »Stand« ni izšla kot singl, je zanjo posnel videospot, v katerem je igrala tudi njegova hčerka Miley Cyrus.
Tudi leta 2006 se je Billy Ray Cyrus pojavil skupaj z metal-rock glasbeno skupino Metal Skool (zdaj Steel Panther), ter nastopil s pesmijo »Rebel Yell« Billyja Idola in lastno pesmijo »I Want My Mullet Back«, z albuma Wanna Be Your Joe.
Zapel je tudi »The Star Spangled Banner« pri 5. igri iger World Series iz leta 2006 v St. Louisu, Missouri.

### Ponovni vzpon kariere
V sredini leta 2007 je Billy Ray Cyrus igral v četrti sezoni televizijske serije Dancing with the Stars. Njegova partnerka je bila Karina Smirnoff. Ko se je serija začela predvajati, je bil Billy Ray Cyrus občinstvu najbolj simpatičen izmed vseh tekmovalcev. Cyrus in Smirnoffova sta v seriji dosegla peto mesto.
Po uspešnosti Dancing with the Stars in Hannah Montana se je njegova založba odločila, da bo njegov naslednji album izdala mesec prezgodaj. Album Home at Last je izšel julija leta 2007 v sodelovanju z založbo Walt Disney Records. Dosegel je tretje mesto na lestvici Country charts, kar ga je naredilo za prvi album Billyja Rayja Cyrusa po albumu It Won't Be the Last iz leta 1993, ki je pristal na prvem mestu, da se je uvrstil med prvih pet pesmi na tej lestvici. Album se je ob začetku izida prodajal zelo dobro, vendar ni prejel nobene certifikacije. Singl »Ready, Set, Don't Go« je v originalu izšel kot samostojna pesem. Samostojna verzija je dosegla triintrideseto mesto na lestvici Hot Country Songs.
V oktobru leta 2007 sta Billy Ray Cyrus in njegova hči Miley Cyrus nastopila z duet verzijo pesmi »Ready, Set, Don't Go« na Dancing with the Stars. Ta verzija je dosegla sedemindvajseto mesto na lestvici Country charts, kasneje leta 2008 pa se je povzpela na četrto; to je bil prvi singl Billyja Rayja Cyrusa od singla »Busy Man« iz leta 1999, ki se je uvrstil med prvih pet, pravtako pa tudi prvi singl Miley Cyrus, ki se je uvrstil med prvih pet na lestvici Billboard chart.
Billy Ray Cyrus je bil del Disneyjeve zbirke Country Sings Disney iz leta 2008. Dve izmed njegovih pesmi in sicer pesem »Ready, Set, Don't Go« ter pesem, ki jo je napisala Sheryl Crow, »Real Gone«, sta se pojavili v albumu. Za njegovo verzijo pesmi »Real Gone« so posneli tudi videospot, ki se je predvajal na kanalih CMT in GAC, pesem sama pa se je pojavila tudi v albumu Back to Tennessee.

### Nova založba in ponoven uspeh na lestvicah
Pozno leta 2008 je njegova spletna stran potrdila, da bo njegov naslednji glasbeni album izšel ob koncu leta v sodelovanju z založbo Lyric Street Records in da bo nosil naslov Back to Tennessee. Album naj bi originalno izšel 21. oktobra 2008, vendar so izid prestavili na 18. november tistega leta. Ko album ni izšel, je bilo potrjeno, da bo izšel 13. januarja 2009. Prvi singl z albuma, »Somebody Said a Prayer«, je dosegel triinpetdeseto mesto na avgusta 2008 in se kasneje, v novembru tistega leta, povzpel na triintrideseto. 14. marca 2009 je naslovna pesem v albumu pristala na devetinpetdesetem mestu, mesec pozneje, natančneje 7. aprila 2009, pa je izšel album Back to Tennessee. Pesem je po enajstih tednih zasedla še sedeminštirideseto mesto. Tretji singl, »A Good Day«, je pristal na šestdesetem mestu 5. septembra leta 2009.
V prvem tednu od izida je bil ta album manj uspešen, kot Home at Last. Dosegel je le trinajsto mesto in prodal samo 14.000 kopij izvoda v prvem tednu od izida. Izid albuma je sovpadel z izidom filma Hannah Montana: The Movie. Pesem »Back to Tennessee« je bila tudi ena izmed soundtrackov v filmu, tako kot njegov duet z Miley Cyrus, naslovljen kot »Butterfly Fly Away«. Kasneje je pesem dosegla šestinpetdeseto mesto na lestvici Billboard Hot 100 in petdeseto na lestvici Canadian Hot 100.
12. novembra 2008 sta Billy Ray in Miley Cyrus nastopala pred podelitvijo naslova za »Pesem leta« na 42. podelitvi nagrad Country Music Association Awards. Za tem sta oba nastopila še v oddaji Good Morning America. V decembru leta 2008 se je Billy Ray Cyrus pojavil v videospotu za pesem glasbene skupine Metro Station, imenovane »Seventeen Forever«.
Kmalu po uspešnem nastopu na raznih lestvicah tretjega singla z njegovega albuma Back to Tennessee, »A Good Day«, je Billy Ray Cyrus po komaj enem albumu prenehal s sodelovanjem z založbo Lyric Street Records.
Billy Ray Cyrus, Phil Vassar, Jeffrey Steele in John Waite so zgodaj leta 2009 zasnovali novo glasbeno skupino, imenovano Brother Clyde. Preko Twitterja je Billy Ray Cyrus potrdil obstoj skupine in dejal, da so pravkar posneli prvi skupni singl z njihovega novega albuma, imenovan Lately.
30. junija 2010 je Billy Ray Cyrus preko Facebooka objavil informacije o alternativni-rock glasbeni skupini, imenovani Brother Clyde, katere člani so Samantha Maloney, Jamie Miller, Dan Knight in Dave Henning. Dejal je tudi, da bo njen singl »Lately« preko iTunesa na voljo 10. avgusta 2010. Glasbena skupina Brother Clyde ima tudi svojo stran na MySpaceu.
Po projektu Brother Clyde se je Billy Ray Cyrus vrnil k country glasbi z glasbenim albumom, imenovanim American, ki ga je produciral Buddy Cannon in vključuje duet z Williejem Nelsonom. Album bo izšel novembra tega leta.

## Nastopi na oddajiDancing with the Stars
Marca 2007 se je Billy Ray Cyrus pridružil še mnogim drugim slavnim osebnostim v četrti sezoni ameriške televizijske serije Dancing with the Stars. On in njegova partnerica Karina Smirnoff sta bila iz serije izločena v osmem tednu (8. maj 2007), teden prej pa sta pristala med "najslabšima dvema".
| Teden | Ples; pesem - ustvarjalec                            | Ocene sodnikov | Ocene sodnikov | Ocene sodnikov | Rezultat |
| Teden | Ples; pesem - ustvarjalec                            | Inaba          | Goodman        | Tonioli        | Rezultat |
| ----- | ---------------------------------------------------- | -------------- | -------------- | -------------- | -------- |
| 1     | Čačača; »I Want My Mullet Back« - Billy Ray Cyrus    | 5              | 4              | 4              | Varno    |
| 2     | Quickstep; »Ring of Fire« - Johnny Cash              | 7              | 7              | 7              | Safe     |
| 3     | Tango; »Rock the Casbah« - The Clash                 | 7              | 7              | 7              | Varno    |
| 4     | Paso Doble; »Black Betty« - Ram Jam                  | 7              | 7              | 7              | Varno    |
| 5     | Rumba; »What's Love Got to Do with It« - Tina Turner | 6              | 6              | 5              | Varno    |
| 6     | Jive; »I Love to Boogie« - T. Rex                    | 7              | 7              | 7              | Varno    |
| 7     | Valček; »Play Me« - Neil Diamond                     | 5              | 6              | 6              | Varno    |
| 7     | Samba; »Living in America« - James Brown             | 7              | 7              | 7              | Varno    |
| 8     | Foxtrot; »Stand By Your Man« - Tammy Wynette         | 7              | 6              | 5              | Izločena |
| 8     | Mambo; »My Way« - Los Lonely Boys                    | 6              | 7              | 7              | Izločena |

## Igralska kariera
Billy Ray Cyrus je leta 1999 igral v neodvisnem filmu Radical Jack. Imel je tudi manjšo vlogo v filmu Davida Lyncha iz leta 2001, Mulholland Drive, kjer je igral Genea, čistilca bazenov, ki je imel afero z ženo Adama Kesherja (Justin Theroux). Od leta 2001 do leta 2004 je Billy Ray Cyrus igral glavno vlogo v PAX-ovi (zdaj ION Television) komično-dramatični televizijski seriji Doc, ki je postala najbolje ocenjena televizijska serija tega kanala. Svojo kariero je razširil tudi v gledališče in sicer s pojavom v muzikalu Annie Get Your Gun v Torontu, Kanada, kjer je imel vlogo Franka Butlerja.
Njegovi televizijski pojavi vključujejo serije Varuška, Diagnoza umor, Love Boat, The Next Wave in TNN-jevo televizijsko serijo 18 Wheels Of Justice. Leta 2004 je gostovalno igral Dukea, voznika limuzine, v epizodi "The Power of Love" kanadske najstniške drame Degrassi: The Next Generation. Billy Ray Cyrus je bil predmet mnogih pogovorov v raznih pogovornih televizijskih oddajah zaradi svojega naglega vzpona k slavi in svoje kariere. O tem govorijo ABC-jeva dokumentarna filma Billy Ray Cyrus: Dreams Come True in Billy Ray Cyrus: A Year on the Road, ekskluziv za VH1, I Give My Heart To You in The Life and Times of Billy Ray Cyrus. Pozno leta 2005 sta Billy Ray Cyrus in njegova hčerka Miley Cyrus začela s snemanjem Disney Channelove televizijske serije Hannah Montana, ki se je na Disney Channelu prvič predvajala 24. marca 2004. Serijo snemata še danes.
Billy Ray Cyrus je igral tudi v filmu Jackieja Chana, The Spy Next Door. Snemali so ga v Albuquerqueu, Nova Mehika, izšel pa je januarja leta 2010.
Billy Ray Cyrus je član svetovalnega odbora organizacije Parents Television Council.

## Zasebno življenje

### Zakon in otroci
Od leta 1986 do leta 1991 je bil Billy Ray Cyrus poročen s Cindy Smith, s katero je napisal pesmi »Wher'm I Gonna Live?« in »Some Gave All«, ki sta bili obe izdani na njegovem albumu Some Gave All iz leta 1992.
28. decembra 1992 se je poročil z Leticio »Tish« Finley. Skupaj imata tri otroke, hčerki Miley Ray (rojena kot Destiny Hope) in Noah Lindsey ter sina Braisona Chancea. Posvojil je tudi otroka iz prejšnjega zakona Tish Finley, njenega sina Tracea (rojen 1989) (pevec/kitarist glasbene skupine Metro Station) in njeno hčer Brandi (rojena 1987), sam pa ima tudi sina iz razmerja s Kristin Luckey, Christopherja Codyja (rojen 1992). Billy Ray Cyrus je Tracea in Brandi posvojil, ko sta bila slednja še majhna otroka.
V intervjuju za ABC News: Primetime, je Billy Ray Cyrus povedal, da sta bila njegova hči Miley (ki jo ima s Tish Finley) in njegov sin Christopher (ki ga ima s Kristin Luckey) oba rojena leta 1992, v času, ko je bil sam neporočen in da se je z Tish Finley poročil skrivno 28. decembra 1992.
Z družino je živel na 500 arov veliki kmetiji v Thompson's Stationu, zunaj Nashvillea, Tennessee, preden se je preselil v Los Angeles, Kalifornija, da bi snemal televizijsko serijo Hannah Montana. Njegova hči, Brandi, je imela v tej seriji (Hannah Montana) manjšo vlogo »kostumografinje #1« v epizodi »Yet Another Side of Me«.

## Nagrade in nominacije
| Leto | Nagrada                                            | Kategorija | Rezultat   |
| ---- | -------------------------------------------------- | --- | ---------- |
| 1992 | CMA Awards                                         | Singl leta - »Achy Breaky Heart« | Dobil      |
| 1992 | CMA Awards                                         | Videospot leta - »Achy Breaky Heart« | Nominiran  |
| 1992 | Billboard Music Awards                             | Album, ki je največ tednov ostal na prvem mestu lestvice, Some Gave All                                                                                      | Dobil      |
| 1992 | Billboard Video Music Awards                       | Najboljši moški ustvarjalec, country, »Achy Breaky Heart« | Dobil      |
| 1992 | Billboard Video Music Awards                       | Najboljši novi ustvarjalec, country, "Achy Breaky Heart" | Dobil      |
| 1992 | AMOA Jukebox Awards                                | Pop posnetek leta, »Achy Breaky Heart« | Dobil      |
| 1992 | AMOA Jukebox Awards                                | Country posnetek leta, »Achy Breaky Heart« | Dobil      |
| 1992 | AMOA Jukebox Awards                                | Rising Star Award | Dobil      |
| 1992 | National Association of Recording Merchandisers    | Posnetek leta, novi ustvarjalec | Dobil      |
| 1992 | National Association of Recording Merchandisers    | Posnetek leta, country moški | Dobil      |
| 1992 | National Association of Recording Merchandisers    | Posnetek leta, moški | Dobil      |
| 1992 | National Association of Recording Merchandisers    | Posnetek leta, na splošno | Dobil      |
| 1992 | Country Music Television                           | Najpopularnejši videospot leta, »Achy Breaky Heart« | Dobil      |
| 1992 | JUNO Awards                                        | Najbolje prodajan singl, »Achy Breaky Heart« | Dobil      |
| 1992 | R&R Readers Pool                                   | Najboljši novi ustvarjalec | Dobil      |
| 1992 | People Magazine                                    | Eden izmed najzanimivejših ljudi leta 1992 | Dobil      |
| 1992 | Country Music Hall of Fame                         | Pot zvezdnikov | Dobil      |
| 1993 | American Music Awards                              | Najljubši country moški ustvarjalec | Nominiran  |
| 1993 | American Music Awards                              | Najljubši counrty album - Some Gave All | Nominiran  |
| 1993 | American Music Awards                              | Najljubši counrty singl - »Achy Breaky Heart« | Dobil      |
| 1993 | American Music Awards                              | Najljubši country novi ustvrjalec | Dobil      |
| 1993 | World Music Awards                                 | Najboljši mednarodni novi ustvarjalec leta | Dobil      |
| 1993 | Country Music Television                           | Šesti na Top 10 seznamu videospotov, »In the Heart of a Woman«                                                                                               | Dobil      |
| 1993 | Canadian Country Music Awards                      | Najbolje prodajan album, Some Gave All | Dobil      |
| 1993 | Grammy                                             | Posnetek leta - »Achy Breaky Heart« | Nominiran  |
| 1993 | Grammy                                             | Najboljši novi ustvarjalec | Nominiran  |
| 1993 | Grammy                                             | Najboljši country nastop moškega vokalista - »Achy Breaky Heart«                                                                                             | Nominiran  |
| 1994 | Billboard 100th Anniversary Awards                 | 16. najbolje prodajan album vseh časov, Some Gave All | Dobil      |
| 1994 | Childhelp USA                                      | Nagrada za dobrodelnost | Dobil      |
| 1994 | American Music Awards                              | Najljubši country singl - »Romeo« (Dolly Parton s Tanyo Tucker, Billyjem Rayjem Cyrusom, Kathy Mattea, Pam Tillis in Mary Chapin Carpenter)                  | Nominiran  |
| 1994 | Grammy                                             | Najboljše country sodelovanje vokalistov - »Romeo« (Dolly Parton s Tanyo Tucker, Billyjem Rayjem Cyrusom, Kathy Mattea, Pam Tillis in Mary Chapin Carpenter) | Nominiran  |
| 1995 | Berkley Popular Cultural Society's Innovator Award | Univerza Kalifornije | Dobil      |
| 1995 | State of South Carolina                            | Nagrada za dobrodelnost | Dobil      |
| 1995 | Congressional Medal of Honor Society's             | Bob Hope Award | Dobil      |
| 1995 | Country Music Cares                                | Nagrada za dobrodelnost | Dobil      |
| 1996 | Country Radio Seminar                              | Nagrada za dobrodelnost | Dobil      |
| 1996 | The VFW Hall of Fame Award                         | | Dobil      |
| 1997 | TNN/Music City News                                | Izvajalec leta | Nominiran  |
| 1997 | TNN/Music City News                                | Moški ustvarjalec leta | Nominiran  |
| 1997 | TNN/Music City News                                | Album leta - Trail of Tears | Nominiran  |
| 1997 | TNN/Music City News                                | Singl leta - »Trail of Tears« | Dobil      |
| 1997 | TNN/Music City News                                | Videospot leta - »Trail of Tears« | Nominiran  |
| 1997 | Modern Screen Country Music Magazine               | Izvajalec in moški ustvarjalec | Dobil      |
| 1997 | Air Force Sergeant Award                           | Ameriška nagrada | Dobil      |
| 1998 | TNN/Music City News                                | Izvajalec leta | Nominiran  |
| 1998 | TNN/Music City News                                | Moški ustvarjalec leta | Dobil      |
| 1998 | TNN/Music City News                                | Album leta - The Best of Billy Ray Cyrus: Cover to Cover | Dobil      |
| 1998 | TNN/Music City News                                | Singl leta - »It's All The Same To Me« | Dobil      |
| 1998 | TNN/Music City News                                | Pesem leta - »It's All The Same To Me« | Dobil      |
| 1998 | TNN/Music City News                                | Videospot leta - »Three Little Words« | Dobil      |
| 1998 | Modern Screen Country Music Magazine               | Izvajalec in moški ustvarjalec | Dobil      |
| 1999 | Modern Screen Country Music Magazine               | Izvajalec in moški ustvarjalec | Dobil      |
| 1999 | Modern Screen Country Music Magazine               | Izvajalec | Dobil      |
| 1999 | Modern Screen Country Music Magazine               | Dobrodelnež leta | Dobil      |
| 1999 | Modern Screen Country Music Magazine               | Music Row's Magazine-ov »videospot leta« za »Give My Heart to You«                                                                                           | Dobil      |
| 2000 | Country Radio Broadcasters                         | Nagrada za dobrodelnega glasbenega ustvarjalca | Dobil      |
| 2000 | Kennedy Center Honors                              | | Dobil      |
| 2002 | Bob Hope Congressional Medal of Honor Society      | Ustvarjalec leta | Dobil      |
| 2005 | Grace Awards                                       | Najbolj navdihujoč televizijski igralec za serijo Doc v epizodi »Happy Trails«                                                                               | Nominiran  |
| 2008 | CMT Music Awards                                   | Videospot leta - »Ready, Set, Don't Go« | Nominiran  |
| 2008 | BMI - tekstopisec leta                             | Največkrat predvajana pesem v letu 2008 - »Ready, Set, Don't Go«                                                                                             | Dobil      |
| 2009 | Teen Choice Awards                                 | Najboljši televizijski starš - Hannah Montana | Dobil      |
| 2009 | American Music Awards                              | Najljubši soundtrack - Hannah Montana: Film (kot član igralske zasedbe)                                                                                      | Nominiran  |
| 2010 | GMC Video Awards                                   | Najljubši country videospot - "Somebody Said a Prayer" | Nominiran  |
| 2010 | Golden Raspberry Awards                            | Najslabši stranski igralec - Hannah Montana: Film | Dobil      |
| 2010 | MovieGuide Awards                                  | Grace Awards za Christmas in Canaan (skupaj z Mattom Wardom)                                                                                                 | Nominirana |

## Diskografija
| Albumi        | Albumi                                           | Albumi                           |
| Leto          | Album                                            | Založba                          |
| ------------- | ------------------------------------------------ | -------------------------------- |
| 1992          | Some Gave All                                    | PolyGram/Mercury                 |
| 1993          | It Won't Be the Last                             | PolyGram/Mercury                 |
| 1994          | Storm in the Heartland                           | PolyGram/Mercury                 |
| 1996          | Trail of Tears                                   | PolyGram/Mercury                 |
| 1998          | Shot Full of Love                                | Mercury Nashville                |
| 2000          | Southern Rain                                    | Monument Records                 |
| 2003          | Time Flies                                       | Madacy/Sony BMG                  |
| 2003          | The Other Side                                   | Word/Curb/Warner Bros. Nashville |
| 2006          | Wanna Be Your Joe                                | New Door/UMe                     |
| 2007          | Home at Last                                     | Walt Disney Records              |
| 2009          | Back to Tennessee                                | Lyric Street Records             |
| Ostali albumi |                                                  |                                  |
| Leto          | Album                                            | Založba                          |
| 1997          | The Best of Billy Ray Cyrus: Cover to Cover      | PolyGram/Mercury                 |
| 2001          | Achy Breaky Heart                                | Spectrum Music                   |
| 2003          | 20th Century Masters - The Millennium Collection | Mercury Nashville                |
| 2004          | The Definitive Collection                        | Mercury Nashville                |
| 2005          | The Collection                                   | Madacy/Sony BMG                  |
| 2008          | Love Songs                                       | Mercury Nashville                |
| 2009          | The Best of Billy Ray Cyrus                      | Universal Music Canada           |
| EP-ji         |                                                  |                                  |
| Leto          | Album                                            | Založba                          |
| 2009          | iTunes Live from London                          | iTunes                           |

## Filmografija
| Filmi      | Filmi                                                     | Filmi                                                                         | Filmi                                        |
| Leto       | Naslov                                                    | Vloga                                                                         | Opombe                                       |
| ---------- | --------------------------------------------------------- | ----------------------------------------------------------------------------- | -------------------------------------------- |
| 2001       | Radical Jack                                              | Jack                                                                          | Glavna vloga                                 |
| 2002       | Mulholland Drive                                          | Gene                                                                          |                                              |
| 2002       | Wish You Were Dead                                        | Dean Longo                                                                    |                                              |
| 2004       | Death and Texas                                           | Spoade Perkins                                                                |                                              |
| 2004       | Elvis je odšel                                            | Hank                                                                          |                                              |
| 2008       | Bait Shop                                                 | Hot Rod Johnson                                                               | Glavna vloga                                 |
| 2008       | Hannah Montana & Miley Cyrus: Best of Both Worlds Concert | On                                                                            | Glavna vloga                                 |
| 2009       | Flying By                                                 | George Barron                                                                 | Glavna vloga                                 |
| 2009       | Hannah Montana: Film                                      | Robby Ray Stewart                                                             | Glavna vloga                                 |
| 2009       | Christmas in Canaan                                       | Daniel Burton                                                                 | Glavna vloga; ekskluzivno za Hallmark        |
| 2010       | The Spy Next Door                                         | Colton James                                                                  | Glavna vloga                                 |
| Televizija |                                                           |                                                                               |                                              |
| Leto       | Naslov                                                    | Vloga                                                                         | Opombe                                       |
| 1995       | Varuška                                                   | On                                                                            | 1 epizoda; »A Kiss Is Just a Kiss«           |
| 1997       | Diagnoza umor                                             | On                                                                            | 1 epizoda; »Murder, Country Style«           |
| 1999       | The Love Boat: The Next Wave                              | Lasso Larry Larsen                                                            | 1 epizoda; »Divorce, Downbeat and Distemper« |
| 2000       | 18 Wheels of Justice                                      | Henry Conners                                                                 | 1 epizoda; »Games of Chance«                 |
| 2001       | Doc                                                       | Dr. Clint Cassidy                                                             | 88 epizod; 2001 - 2004                       |
| 2002       | Tihi zločin                                               | Dr. Clint Cassidy                                                             | 1 epizoda; »Pilot«                           |
| 2003       | Degrassi: The Next Generation                             | Duke                                                                          | 1 epizoda; »The Power of Love«               |
| 2006       | Hannah Montana                                            | Robby Ray Stewart                                                             | Glavna vloga (2006 - danes)                  |
| 2007       | Billy Ray Cyrus: Home at Last                             | On                                                                            | 4 epizode; predvajano na CMT                 |
| 2007       | Dancing with the Stars                                    | On                                                                            | 17 epizod; končal na petem mestu             |
| 2008       | Hillbilly: The Real Story                                 | On                                                                            | Gostil za History Channel                    |
| 2008       | 2008 CMT Music Awards                                     | On                                                                            | Gostil skupaj z Miley Cyrus                  |
| 2008       | Nashville Star                                            | On                                                                            | Gostil skupaj z Katie Cook                   |
| 2008       | Phineas in Ferb                                           | Buck Buckerson                                                                | 1 epizoda; »It's a Mud, Mud, Mud, Mud World« |
| 2008       | Studio DC: Almost Live                                    | On                                                                            | Med nastopanjem »Ready, Set, Don't Go«       |
| 2009       | Hannah Montana: The Movie - Behind the Scenes             | On                                                                            | Gostil na programu GAC                       |
| Videospoti |                                                           |                                                                               |                                              |
| Leto       | Naslov                                                    | Ustvarjalec                                                                   | Opombe                                       |
| 1993       | »Romeo«                                                   | Dolly Parton, Kathy Mattea, Mary Chapin Carpenter, Tanya Tucker in Pam Tillis |                                              |
| 2009       | »Seventeen Forever«                                       | Metro Station                                                                 |                                              |